# Antonio Leocadio Guzmán

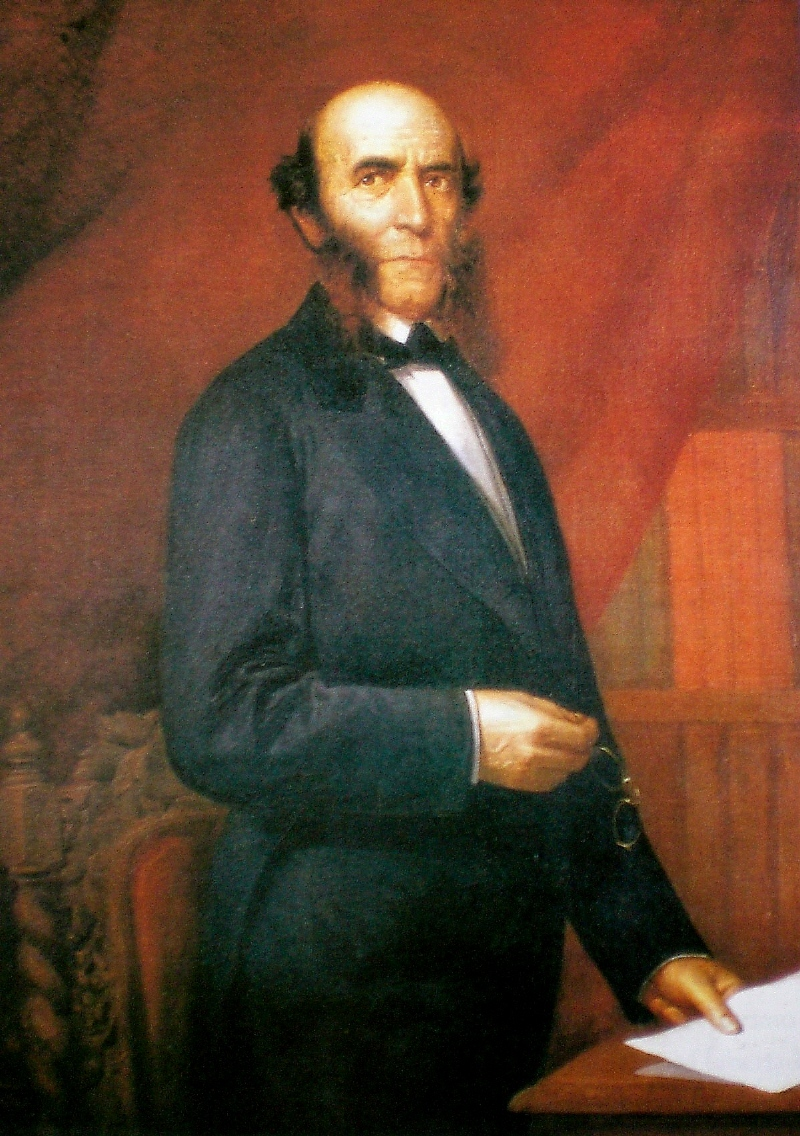
Antonio Leocadio Guzmán-Martín Tovar y Tovar

Antonio Leocadio Guzmán (* 5. November 1801 in Caracas; † 13. November 1884 ebenda) war ein venezolanischer Journalist und Politiker.

## Leben
Guzmán war der Sohn von Josefa Águeda García und Antonio de Mata Guzmán, dem capitán des Batallón de la Reina in Caracas. Auf Grund der Wirren während der venezolanischen Unabhängigkeitskriege schickte ihn sein Vater 1812 nach Spanien, wo er von liberalen Lehrern erzogen wurde. 1823 kehrte er nach Caracas zurück und begann im Folgejahr seine journalistische Laufbahn bei der Zeitung El Constitucional. 1825 gründete er die Zeitschrift El Argos, in der er scharfe Kritik an der Politik Francisco de Paula Santanders, des Vizepräsidenten von Großkolumbien übte, was ihm die Anerkennung José Antonio Páez’ einbrachte. Dieser entsandte ihn nach Peru, wo er Kommentare zu Simón Bolívars Verfassungsentwurf der República de Bolívar verfasste, die Bolívars Beifall fanden.
Nach seiner Rückkehr nach Caracas 1826 schloss er sich den Anhängern der Unabhängigkeit Venezuelas von Großkolumbien an und wurde 1830 unter Páez, dem Präsidenten der Republik Venezuela, leitender Beamter im Ministerium für Inneres, Justiz und Polizei. Er behielt diese Position zunächst auch unter Paéz' Nachfolger José María Vargas, wurde dann aber wegen seiner unklaren Haltung gegenüber der gegen Vargas gerichteten Revolución de las Reformas entlassen.
Während der zweiten Präsidentschaft von Páez ab 1839 wurde er ins Außenministerium berufen, jedoch bereits im Folgejahr auf Grund von Intrigen seines Gegners Ángel Quintero erneut entlassen. In der Folgezeit setzte er sich kritisch mit der konservativen Politik der Regierung Páez auseinander und veröffentlichte im El Venezolano eine Reihe von Texten, die zur programmatischen Grundlage der Partido Liberal wurden. Ab 1846 trieb Guzmán eine eigene Präsidentschaftskandidatur voran und suchte den Ausgleich mit Páez. Dieser kam auf Grund von bewaffneten Erhebungen in Aragua und Carabobo unter liberaler Beteiligung nicht zustande, und Guzmán wurde verhaftet und 1847 wegen Verschwörung zum Tode verurteilt.
Um die Mitte der 1840er Jahre kritisierte er die wirtschaftsliberale Haltung des laissez-faire seitens der Konservativen zugunsten der ausländischen kreditgebenden Kaufleute und sagte an die Oligarcas gerichtet: „Von 100 ausländischen Kaufleuten bleibt einer im Lande und 99 gehen mit ihnen Kapitalien“.
José Tadeo Monagas, der 1847 die Präsidentschaftswahl gewonnen hatte, begnadigte ihn und wandelte das Todesurteil in eine lebenslange Ausweisung aus dem Land um. Nach Auseinandersetzungen zwischen Páez und Monagas konnte er 1848 nach Venezuela zurückkehren und wurde 1849 zum Innen- und Justizminister ernannt und übernahm die Vizepräsidentschaft der Republik. Die Präsidentschaftswahl 1851 verlor er gegen Monagas' Bruder José Gregorio Monagas.
Von 1853 bis 1855 war Guzmán Außerordentlicher Gesandter und bevollmächtigter Minister Venezuelas in Peru, Bolivien, Chile und Argentinien, danach in den USA. 1858 unterstützte er den Sturz José Tadeo Monagas'. Nachdem er sich in der Zeitschrift La Convención in kritischen Kolumnen gegen den neuen Präsidenten Julián Castro Contreras gewandt hatte, wurde er aus dem Land vertrieben und lebte zunächst auf den Antillen, später in Neu-Granada, wo er die Zeitschrift El Colombiano gründete.
Nach seiner Rückkehr nach Caracas trat er 1864 in den verfassungsgebende Konvent ein und wurde dessen Präsident. In der Folgezeit hielt er sich mehrmals in Europa auf. Nach dem Sieg der Revolución azul 1868 musste er ins Exil nach Curaçao gehen, bis sein Sohn Antonio Guzmán Blanco die Macht in Venezuela eroberte. 1873 verlieh ihm der Nationalkongress den Titel Ilustre Prócer de la Independencia Americana. Seine Statue wurde 1883 auf der Plaza El Venezolano in Caracas enthüllt. 1884 wurde er im Panteón Nacional de Venezuela beigesetzt.